# Massage cho mèo
Massage cho mèo là một phương pháp được sử dụng bởi các nhà vật lý trị liệu và chủ nuôi để duy trì hệ thống tuần hoàn và khớp khỏe mạnh ở mèo.

## Những lợi ích
Chạm, âu yếm và vuốt ve mèo có thể làm chúng kích thích giải phóng các hóa chất gọi là cytokine, từ đó báo hiệu cho não giải phóng các hóa chất giảm đau tự nhiên gọi là endorphin. Mèo có thể biểu lộ sự thích thú của chúng khi được mát xa bằng cách kêu rừ rừ và nhẹ nhàng co bóp bàn chân.
Liệu pháp xoa bóp có thể mang lại lợi ích tương tự cho mèo như đối với con người, bao gồm các biện pháp phòng ngừa và là giải pháp giúp giảm đau cho chúng. Có thể sử dụng phương cách mát-xa cho mèo để trấn an một con mèo đang lo lắng. Mát xa mèo cũng có thể làm giảm huyết áp của chủ vật nuôi, đóng vao trò là một kỹ thuật thư giãn cho cả người lẫn mèo. Massage mèo rất hữu ích khi mèo cần vuốt ve khi sinh nở và làm tăng sự thân mật giữa chủ và mèo.
Mát-xa cho mèo cũng tạo điều kiện cho chủ của nó tìm được những điểm bất thường có thể có trên da mèo, những triệu chứng nghiêm trọng như những vùng bị đau và sưng.
Mát-xa cho mèo có thể làm tăng khả năng vận động và linh hoạt ở những con mèo bị viêm khớp. Hành động này cũng là một phương cách đẩy nhanh tiến trình hồi phục chức năng cho cá thể mèo phải phẫu thuật. Liệu pháp xoa bóp có thể có tác động tích cực đến hệ thống tiêu hóa của mèo và bộ lông - da của chúng.